# قسم دالكي الريفي (مقاطعة دشتستان)
قسم دالكي الريفي (بالفارسية: دهستان دالکی) هي قسم تقع في إيران في قسم. يقدر عدد سكانها بـ 10,490 نسمة .